# Stella Obasanjo

Stella Obasanjo

Stella Adebe Obasanjo (* 14. November 1945 in Warri, Nigeria; † 23. Oktober 2005 in Marbella, Spanien) war die Ehefrau des nigerianischen Präsidenten Olusegun Obasanjo.

## Leben und Wirken
Stella Obasanjo, die von 1967 bis 1969 Englisch an der University of Ife studierte, war die Tochter des Managers Christopher Abebe und seiner Ehefrau Theresa. Ein Auslandsaufenthalt bis 1976 schloss sich an. Bald danach heiratete sie General Olusegun Obasanjo. 
Den Indira-Gandhi-Preis für Frieden, Abrüstung und Entwicklung, der ihrem Ehemann 1995 zuerkannt wurde, konnte sie erst Ende 1996 stellvertretend für ihn aus den Händen von Shankar Dayal Sharma entgegennehmen. 
Schon im Mai 1996 war ihr durch Helmut Schmidt der Menschenrechtspreis der Friedrich-Ebert-Stiftung für ihren Ehemann überreicht worden, da dieser immer noch politischer Häftling war.
Von 1999 an war sie First Lady des Landes. Als solche gründete sie, entgegen den Intentionen der Administration, den nigerianischen Child Care Trust, der sich um das Wohl unterprivilegierter bzw. behinderter Kinder kümmern sollte. Zudem engagierte sie sich gegen die Genitalverstümmelung. Während einer Konferenz des Inter-African Committee on Traditional Practices Affecting the Health of Women and Children 2003 führte sie den Zero Tolerance Day ein, woraufhin die Sub-Commission on the Protection and Promotion of Human Rights den 6. Februar als International Day of Zero Tolerance to Female Genital Mutilation festlegte. Außerdem sorgte sie dafür, dass diese Thematik auf die offizielle Tagesordnung des im Dezember 2003 stattfindenden 18. Commonwealth Heads of Government Meeting kam. Im Rahmen des National Program for the Prevention of Maternal Mortality erklärte sie den 22. Mai zum National Safe Motherhood Day.
Sie starb einige Tage nach einer Schönheitsoperation in einer Privatklinik in Puerto Banús in der Nähe von Marbella, in der sie eine Fettabsaugung hatte vornehmen lassen. Der behandelnde Schönheitschirurg wurde wegen verzögerter Hilfeleistung verurteilt. Ihr Fall war Bestandteil einer Studie.